# Mirošov (Valašské Klobouky)
Mirošov je malá vesnice, část města Valašské Klobouky v okrese Zlín. Nachází se asi 2,5 km na severozápad od Valašských Klobouk. Je zde evidováno 51 adres. Trvale zde žije 86 obyvatel.
Mirošov leží v katastrálním území Mirošov u Valašských Klobouk o rozloze 5,52 km2.

## Pamětihodnosti
- Zvonice